# Festuca elmeri
Festuca elmeri är en gräsart som beskrevs av Frank Lamson Scribner och Elmer Drew Merrill. Festuca elmeri ingår i släktet svinglar, och familjen gräs. Inga underarter finns listade i Catalogue of Life.